# Далай-лама о Дзогчене. Учения Пути великого совершенства
«Далай-лама о Дзогчене. Учения Пути великого совершенства» (англ. Dzogchen: The Heart Essence of the Great Perfection) или «Учения о Дзогчен» — книга, написанная в 2001 году на основе лекций по учению Дзогчен, данных Далай-ламы XIV в 1982—1989 годах в Париже, Лондоне, Хельсинки и Сан-Хосе.
Переводчиками на лекциях были Тубтен Джинпа и Ричард Баррон. Редактор книги и автор введений к лекциям — Патрик Гэффни (Patrick Gaffney). Автор предисловия к книге — Согьял Ринпоче.

## Содержание книги
Книга состоит из четырёх частей:
- Часть первая. Основа, Путь и Плод (Париж, 1982)
- Часть вторая. Три Наставления Проникающие в Суть (Лондон, 1984)
- Часть третья. Дзогчен и Учение Будды (Хельсинки, 1988)
- Часть четвёртая. Вершина Всех Колесниц (Сан-Хосе, 1989)

В качестве приложения в книге приводится лекция Ньёшула Кхенпо Джамьянга Дордже «Дар миру» (1989, Сан-Хосе, Калифорния), и лекция Далай-ламы XIV «Сострадание — сердце просветления» (1989, Санта-Круз, Калифорния).

## Описание книги
В 1980-е годы Далай-лама XIV посвятил поездкам по странам мира, передавая буддийское учение и распространяя свою философию ненасилия. В 1982—1989 годах он дал ряд лекций по Дзогчен, которые составили основу книги Далай-лама о Дзогчене.
В книге также описываются события, сопровождавшие лекции Далай-ламы и передачу им посвящения в Дзогчен.
Первое учение Далай-лама дал в Париже в Пагоде де Винсен в 1982 году по просьбе Согьяла Ринпоче основателя фонда Ригпа.
Далай-лама рассказал о сути посвящений, объяснил смысл и дал краткую характеристику Основы, Пути и Плода в учении Дзогчен. Его Святейшество объяснил и особо подчеркнул важность прямого введения в состояние изначального знания — чистого осознания ригпа (тиб. rigs pa). Он предложил рассматривать чистое видение с двух точек зрения: как мимолетное переживание, полученное в результате медитативного опыта ньям (тиб. nyams) и как чистое видение, которое может быть получено мастером во время передачи учения от божества в чистом измерении, что существенно отличается от медитативных переживаний. Цикл учений Сангва Гьялчен был получен Пятым Далай-ламой в измерениях чистой мудрости.
Далай-лама дал передачу садханы ума, известную в Тибете как Тукдуп Янгньинг Кунду (тиб. thugs sgrub yang snying kun dus) Единство всех изначальных сущностей из цикла учений Сангва Гьялчен.
В этой части книги Далай-лама говорит о роли компетентного мастера при прямом введении в ригпа. Прямое введение в ригпа — прямое ознакомление с нашей истинной природой, применяемое в учении Дзогчен, может быть успешным только тогда, когда поток благословения учителя соединяется с потоком ума ученика. Учение Дзогчен предполагает необходимость наставлений от опытного учителя. Поэтому наравне с Буддой, Дхармой и Сангхой принимается прибежище в Гуру. Гуру не отделим ни от одного из проявлений Трёх Драгоценностей, хотя существует особенная ценность в особом почитании учителя.
Далай-лама объяснил, что ученик, нашедший компетентного учителя, должен проверить его поведение и учение. Ученик должен выбрать учителя, используя четыре опоры:
Не опирайтесь на личность, опирайтесь на учения. Слушая учение, не стоит опираться на слова, но на смысл, лежащий за ними. 
Рассматривая смысл, не полагайтесь лишь на условное значение, но ищите окончательный смысл. 
Рассматривая окончательный смысл, не полагайтесь на обычное сознание, но опирайтесь на мудрость осознания.

## Издания книги
На английском языке
- Dalai Lama XIV, Thupten Jinpa, Richard Barron. Dzogchen: The Heart Essence of the Great Perfection. — Snow Lion Publications, 2004 (second edition). — 271 с. — ISBN 9781559392198.

На русском языке
- Далай-лама о Дзогчене. Учения Пути великого совершенства. — М.: Цасум Линг & Институт Общегуманитарных Исследований, 2002. — 272 с. — ISBN 5882300142.
- Далай-лама XIV. Учения о Дзогчен. — М.: Открытый мир, 2007. — 384 с. — (Самадхи). — 3000 экз. — ISBN 978-5-9743-0069-1.